# Noel Kempff Mercado
Noel Kempff Mercado (Santa Cruz de la Sierra, 27 de febrero de 1924-Serranía de Caparuch, 5 de septiembre de 1986), fue un naturalista boliviano.
A lo largo de su vida impulsó el estudio y la conservación de la naturaleza en Bolivia, como apicultor (fue presidente de la Sociedad Apícola de Bolivia), como catedrático en la Universidad Autónoma Gabriel René Moreno, como director del Jardín botánico de Santa Cruz de la Sierra y del Zoológico de Santa Cruz y como director de Parques y Jardines del municipio.

## Biografía
Kempff nació en la ciudad de Santa Cruz realizó sus estudios en el Colegio Nacional Florida desde la infancia demostró interés por la naturaleza, a pesar de ello realizó estudios en contaduría.
Pasó 20 años trabajando en contacto con la naturaleza, formándose de manera autodidacta y realizando observaciones y estudios.
Fue miembro de número de la Academia de Ciencias de Bolivia.
Como Director de Parques y jardines dio los lineamientos para la arborización del primer anillo de la ciudad de Santa Cruz bajo criterios de paisajismo enfocados en uso de especies nativas.
Noel Kempff murió asesinado por narcotraficantes en la Serranía de Caparuch, hoy día parque nacional Noel Kempff Mercado, junto a dos de sus colaboradores, el piloto Juan Cochamanidis y Franklin Parada Auclos, guía de la expedición científica, en el transcurso de una investigación que estaba realizando. La avioneta en la que viajaba aterrizó por error en una pista de aterrizaje utilizada por los narcotraficantes que tenían allí una fábrica de cocaína conocida como Huanchaca. Vicente Castelló, un científico español, fue el único sobreviviente, escapó esquivando las balas y se escondió entre las lianas del monte durante horas hasta que fue rescatado.
El asesinato de Kempff conmocionó a la sociedad boliviana y marcó un punto de inflexión en la lucha contra el narcotráfico en Bolivia.

## Homenajes
Un área protegida nacional y el Parque Zoológico de Santa Cruz llevan su nombre.
Fabio Zambrana Marchetti, del grupo musical Azul Azul, compuso una canción en su nombre, titulada "El canto de las aves", con la que participó representando a Bolivia en el Festival OTI de 1998.